# Litoral (Equatoriaal-Guinea)
Litoral is een provincie in het continentale deel van Equatoriaal-Guinea. De provincie is 6665 km² groot en heeft 298.414 inwoners (2001). De hoofdstad is Bata.
Annobón · Bioko Norte · Bioko Sur · Centro Sur · Kié-Ntem · Litoral · Wele-Nzas